# أملودية إسفينية
أملودية إسفينية (الاسم العلمي:Rhipsalis cuneata) هي نوع من النباتات تتبع جنس الأملودية من الفصيلة الصبارية.